# Metamorpha lavinia
Metamorpha lavinia är en fjärilsart som beskrevs av Fabricius 1775. Metamorpha lavinia ingår i släktet Metamorpha och familjen praktfjärilar. Inga underarter finns listade i Catalogue of Life.